# Big Day Out

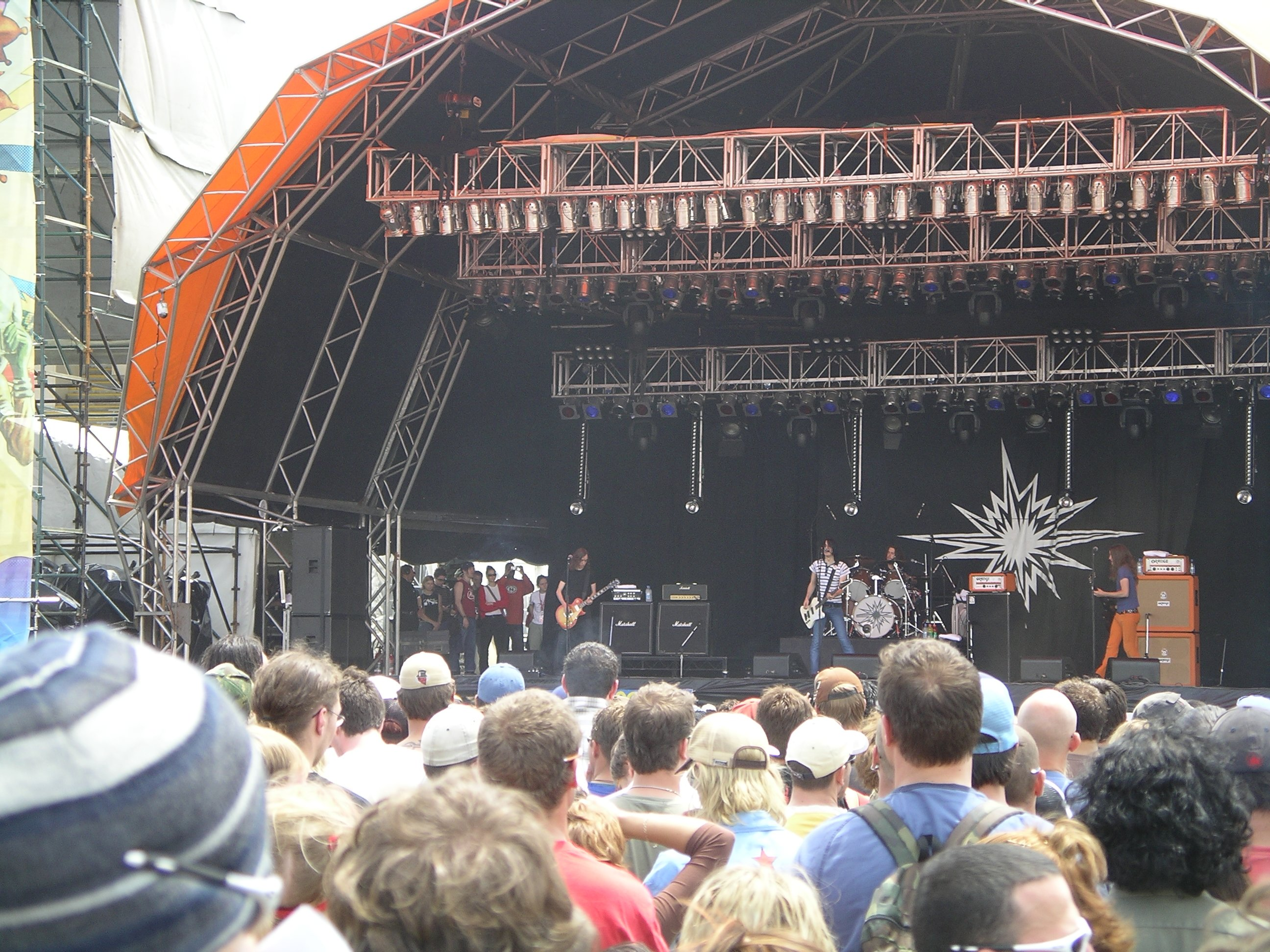
Die neuseeländische Rock-Band The Datsuns, 2004

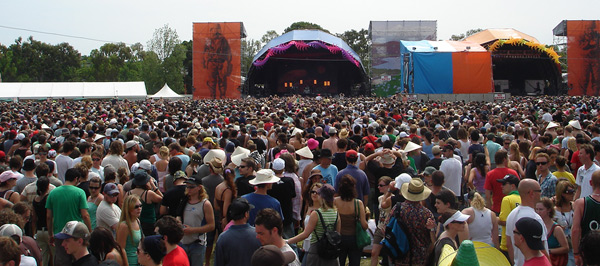
Publikum in Melbourne, 2006

Das Big Day Out war eine jährlich stattfindende Festivaltour durch Australien und Neuseeland. Der musikalische Fokus auf den verschiedenen Bühnen lag auf Rockmusik und elektronischen Klängen. Das Festival machte Station in Sydney, Gold Coast, Melbourne, Perth, Adelaide und Auckland; terminiert war die Veranstaltung im Januar bzw. Februar, also im ozeanischen Sommer.
Die erste Veranstaltung 1992 fand nur in Sydney statt, unter den Bands befanden sich unter anderem die Violent Femmes und Nirvana. In den folgenden Jahren kamen die weiteren Tourorte hinzu, seit 1996 sind es die sechs genannten. Als Tiefpunkt in der Geschichte der Tour gilt ein Auftritt der Band Limp Bizkit im Jahr 2001 in Sydney, bei dem ein weiblicher Teenager vor der Bühne erdrückt wurde. Das Sicherheitskonzept wurde in den Folgejahren verbessert.
Seit einigen Jahren wird auch eine Compilation-Serie auf CD veröffentlicht, auf der die an der Tour beteiligten Bands vertreten sind.